# Liste der Monuments historiques in Coulombs-en-Valois
Die Liste der Monuments historiques in Coulombs-en-Valois führt die Monuments historiques in der französischen Gemeinde Coulombs-en-Valois auf.

## Liste der Bauwerke
| Bezeichnung      | Beschreibung              | Standort                  | Kennzeichnung | Schutzstatus | Datum | Bild           |
| ---------------- | ------------------------- | ------------------------- | ------------- | ------------ | ----- | -------------- |
| Kirche St-Martin | Erbaut im 13. Jahrhundert | (Lage)                    | PA00086903    | Classé       | 1987  | weitere Bilder |
| Kirche St-Pierre |                           | Vaux-sous-Coulombs (Lage) | PA00087311    | Classé       | 1919  | weitere Bilder |

## Liste der Objekte

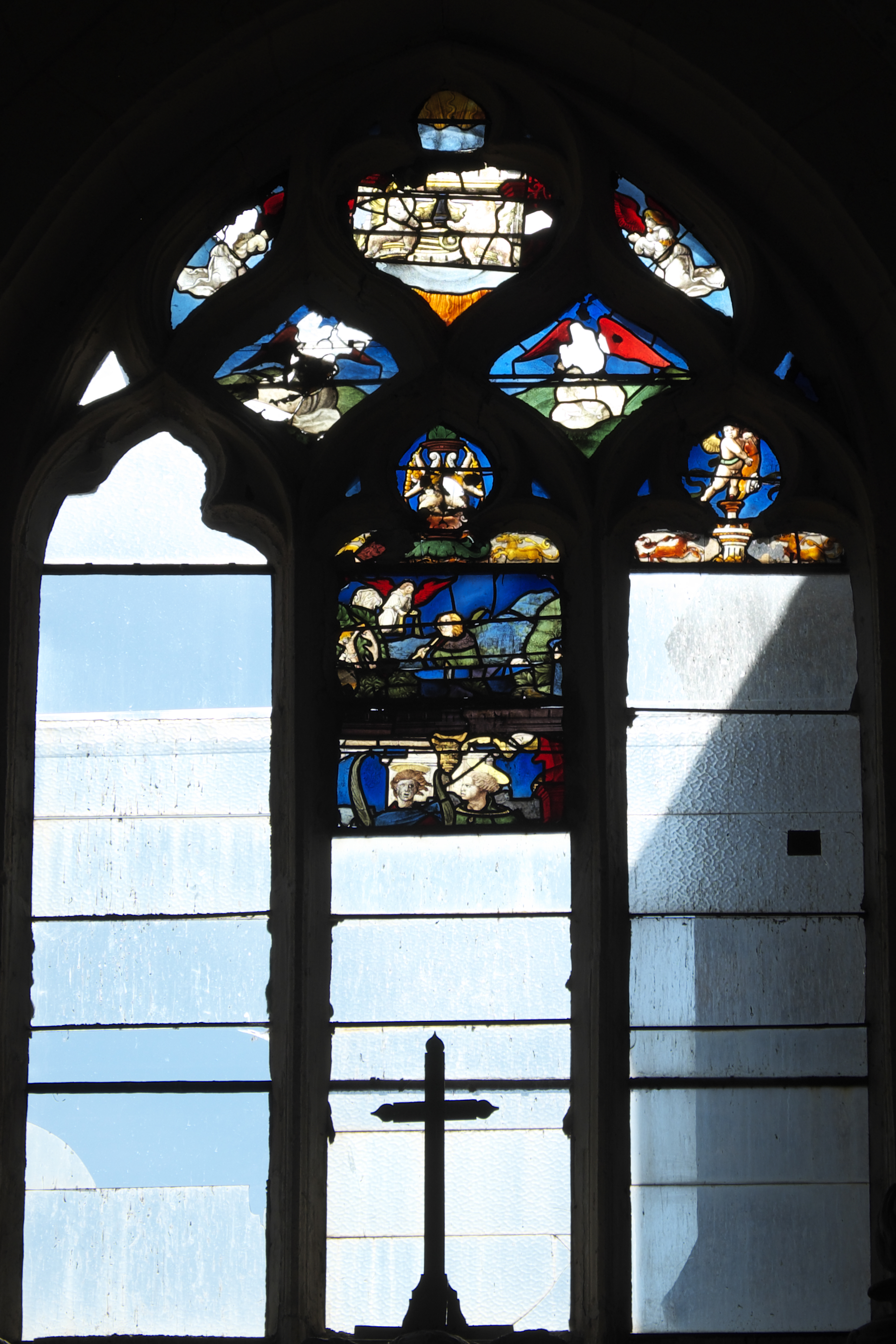
Bleiglasfenster aus dem 16. Jahrhundert in der Kirche St-Martin

- Monuments historiques (Objekte) in Coulombs-en-Valois in der Base Palissy des französischen Kultusministeriums